# وينديل بوتشر
وينديل بوتشر (بالإنجليزية: Wendell Butcher)‏ هو لاعب كرة قدم أمريكية أمريكي، ولد في 28 مارس 1914 في ورثينغتون في الولايات المتحدة، وتوفي في 18 ديسمبر 1988 في ممفيس في الولايات المتحدة.

## وصلات خارجية
- وينديل بوتشر على موقع مرجع كرة القدم المحترفة.كوم (الإنجليزية)
- وينديل بوتشر على موقع JustSportsStats.com (الإنجليزية)